# Publius Cipius Polybius
Publius Cipius Polybius war ein antiker römischer Toreut (Metallbildner) aus Kampanien, sehr wahrscheinlich aus Capua.
Von Publius Cipius Polybius ist die größte Anzahl an signierten Werken überliefert. Mittlerweile wurden knapp über 100 Stücke gefunden, die von ihm signiert beziehungsweise mit seiner Stempelmarke versehen wurden. Dabei handelt es sich um Kasserollen und Schalen aus Bronze. Sie weisen eine große Verbreitung auf und wurden in Italien, der Schweiz, Österreich, Frankreich, dem Vereinigten Königreich, den Niederlanden, Deutschland, Dänemark, Schweden, Tschechien, Ungarn, Rumänien, Bulgarien, Serbien, Kroatien, Polen, der Ukraine und Russland gefunden, was für ausgeprägte und gut funktionierende Fernhandelsstrukturen spricht.

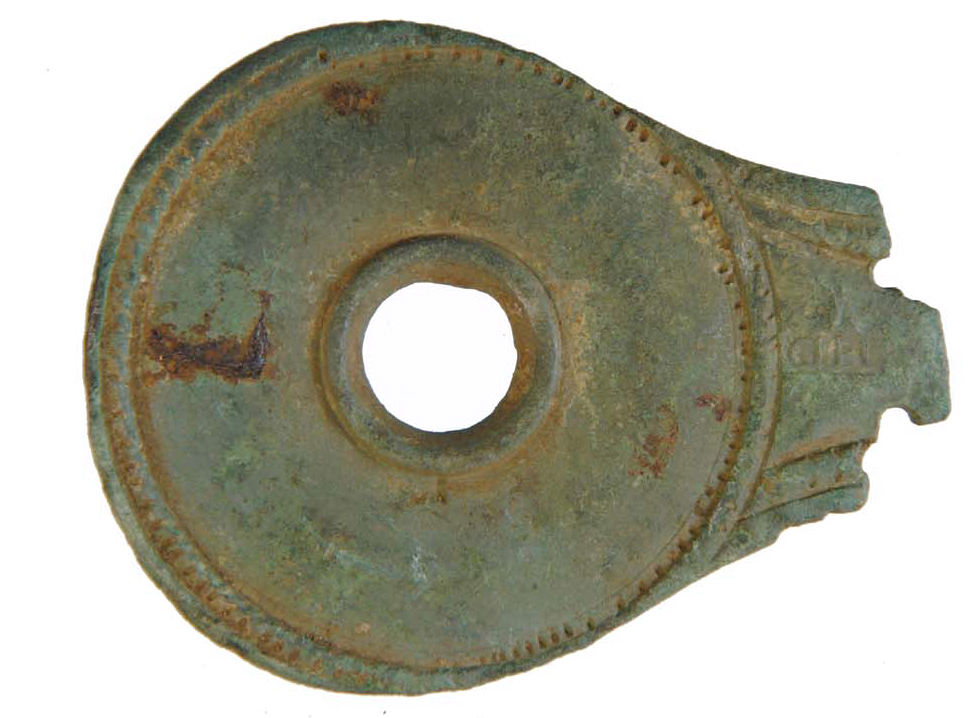
Endstück eines Griffs einer Kasserolle mit der Signatur CIPI, möglicherweise ein Stück aus der Werkstatt des Publius Cipius Polybius, North Lincolnshire Museum (160614)

Heinrich Willers beschrieb die Bedeutung von Publius Cipius Polybius und Lucius Ansius Epaphroditus, von dem die zweitmeisten Stücke (40) überliefert sind, 1901 mit den Worten „Nach Ausweis der Funde haben die beiden Fabrikanten [...] die größten Betriebe gehabt und mit ihren Waren den Weltmarkt beherrscht“. Zudem stammen beide aus bedeutenden kampanischen Familien, die derartige Produkte fertigten. Zwischen den 1900er Jahren und den 1980er Jahren gab es bei einer Verdopplung des Fundmaterials eine etwa prozentual gleichmäßige Zunahme an Neufunden beider Betriebe im Vergleich zu dem Willers schon bekannten Material, weshalb man davon ausgehen kann, dass die Fundmenge in etwa die Größenverhältnisse der Unternehmen widerspiegelt. Zu den weiteren bekannten Toreuten der Gens Cipius gehören:
- Gnaeus Cipius Hilarius
- Publius Cipius Hymnus
- Publius Cipius Isocrysus
- Publius Cipius Nicomachus
- Publius Cipius Pamphilius
- Publius Cipius Princeps
- Publius Cipius Saturinus
- Lucius Cipius Tantalus

Hinzu kommen fünf weitere nur fragmentiert erhaltene Signaturstempel, bei denen nicht immer klar ist, ob sie vielleicht mit anderen Cipiern identisch sein können. So ist es nicht unwahrscheinlich, dass es sich bei den Personen hinter den Stempeln Cipius A(.)c (…), Cipius Au(…), Cipius Auc(…) und Cipius Aug(…) um dieselbe Person handelt. Ein weiterer Stempel nennt einen Cipius Am(…). Drei Fundstücke weisen nur die Signatur Cipius auf, es kann sich um eine individuelle Person handeln, oder auch jedem der anderen Toreuten aus der Familie zuzuordnen sein. In jedem Fall kann man davon ausgehen, dass die Werkstatt des Publius Cipius Polybius die bedeutendste ihrer Art in Kampanien zu ihrer Zeit war.
Drei Formen herrschten bei den signierten Formen vor: Kasserollen mit rundem Loch, Trifoliarkasserollen (Kleeblattkasserollen) und Badeschalen. Es ist unbekannt, ob darüber hinaus weitere Formen in größerer Zahl produziert wurden, wobei andere Formen abgesehen von Kellen generell nur selten signiert wurden. Möglicherweise ist es auch ein Indiz für eine sehr spezialisierte Werkstatt. Es ist zumindest auffallend, dass sich unter Stücken des Cipius Polybius eine überaus geringe Zahl der beiden bekanntesten Formen aus Capua fand, nämlich die der Schwanenkopfkasserollen oder der Kasserollen mit halbrundem Loch. Die signierten Badeschalen wurden fast alle innerhalb Italiens gefunden, waren demnach kein so großer Exporterfolg wie die Kasserollen. Im sogenannten „Barbarikum“ gab es bislang gar keine Funde. Es ist zudem unbekannt, wie die Stücke verbreitet wurden. Sicher wurden viele Stücke verhandelt, doch es ist anzunehmen, dass auch ein Teil, vor allem der Teil der Stücke, der in militärischen Kontexten gefunden wurde, auch aufgrund von Truppenbewegungen im Römischen Reich mit den Besitzern mitreiste. Zivile Fundumstände gibt es vor allem aus dem italischen Mutterland. Wahrscheinlich war es so, dass derart qualitätvolle Produkte nur von zahlungskräftiger Kundschaft bezahlt werden konnten, und das war außerhalb Italiens vor allem das Militär. Aus Hispanien und den asiatischen Reichsteilen, aber auch Afrika gibt es keine Funde. Das hat wohl nichts mit Fundumständen zu tun, sondern mit in Afrika und Hispanien ansässigen einheimischen Metallverarbeitern. Einzig die fehlenden Funde in Nordafrika können bislang nicht erklärt werden.
Abgesehen von den Fundstücken selbst gibt es keine weiteren literarischen oder epigraphischen Informationen zu Cipius Polybius, allerdings ist in Capua die Familie der Cipier mehrfach belegt. Heinrich Willers tendiert bei der Datierung zu einer vergleichsweise frühen Datierung in die Regierungszeiten der Kaiser Claudius und Nero, Aladár Radnóti setzt die Dauer der Werkstatt länger an, von claudischer bis in flavische Zeit. Robert Carr Bosanquet datierte in einen Zeitraum von 50 bis etwa 90/100, Peter Schauer vom ersten Drittel des ersten Jahrhunderts bis in flavische Zeit. Julian Bennett und Robert Young tendieren zu einer Spätdatierung in den Zeitraum zwischen 60/65 und 85. Sowohl die Herstellung als auch die Fundumstände weisen alle in das erste Jahrhundert, aus gesicherten Fundumständen ist kein Fundstück aus trajanischer Zeit oder noch später bekannt. Da zehn der Stücke in den Vesuvstädten, vorrangig Pompeji und Herculaneum, gefunden wurden, muss die Werkstatt in jedem Fall schon vor deren Verschüttung im Jahr 79 in Betrieb gewesen sein, eher früher, da von einem regen alltäglichen Gebrauch auszugehen ist. Einigermaßen gesichert sind die Funde aus dem schottischen Lager von Cardean, das nur in der Zeit zwischen 81 und 85 besetzt war. Streufunde aus pannonischen Lagern weisen auch alle in domitianische Zeit. All die Daten lassen aber nur eine ungenaue Einordnung zu, da nicht bekannt ist, wie lange sie im Umlauf waren.
Das Cognomen Polybios weist auf eine griechische Herkunft hin, somit kann man annehmen, dass er ein Freigelassener war. Die gestempelte Signatur war nicht immer gleich, mal lautete sie korrekt POLYBI, mal aber auch POLIBY oder auch POLIBI. Hinzu kommt der Gebrauch der veralteten Form POLVYBI. Das hatte wahrscheinlich keine tiefer liegenden Gründe, sondern es war schlichtweg nicht ganz unproblematisch und auch nicht einheitlich gehandhabt, wie man griechische Namen ins Lateinische übertrug. Welche praktische Position Cipius Polybius innehatte, ist unklar. Ob er nur der Besitzer war und die Signaturen als Markennamen zu verstehen sind oder ob er auch aktiv bei der Fertigung mitarbeitete, womit es wirkliche Herstellersignaturen wären, muss ungeklärt bleiben. Hinweise auf die erstere Variante sind die verschiedenen Signaturstempel. Für Cipius Polybius wurden mindestens 19 verschiedene identifiziert, die von mindestens vier verschiedenen Stempelschneidern hergestellt wurden, was auch die verschiedenen Namensformen in der Signatur erklärt.

## Einzelbelege
1. ↑  Robert Carr Bosanquet: Notes on the Roman forts at Rough Castle and Westerwood. In: Proceedings of the Society of Antiquaries of Scotland, Band 62, S. 243–297.
2. ↑  Peter Schauer: Zwei römische Bronzekasserollen aus Heddernheim (Nida). In: Fundberichte aus Hessen, Band 6 (1966), S. 49–77.
3. ↑  Julian Bennett, Robert Young: Some New and Some Forgotten Stamped Skillets, and the Date of P. Cipius Polybius. In: Britannia, Band 12 (1981), S. 37–44.

| Personendaten    | Personendaten                              |
| ---------------- | ------------------------------------------ |
| NAME             | Cipius Polybius, Publius                   |
| ALTERNATIVNAMEN  | Polybius, Publius Cipius                   |
| KURZBESCHREIBUNG | antiker römischer Toreut                   |
| GEBURTSDATUM     | 1. Jahrhundert v. Chr. oder 1. Jahrhundert |
| STERBEDATUM      | 1. Jahrhundert oder 2. Jahrhundert         |